# Samsung NX100
Samsung NX100 (EV-NX100ZBAB) — фотокамера, анонсированная 14 сентября 2010 года. Принадлежит к линейке беззеркальных фотоаппаратов компании Samsung Electronics. В камере использован процессор DRIM Engine 2 Pro. Реализована ультразвуковая система очистки сенсора. Фотоаппарат оснащён дисплеем, выполненным по технологии AMOLED с применением субпиксельного рендеринга (схема PenTile). Снята с производства в июле 2011 г.
Камера открыла линейку системных фотоаппаратов Samsung, имеющих компактный дизайн.
Запись снимков — в форматах JPEG и Raw (SRW — проприетарный формат, основанный на компрессированном TIFF). Присутствует возможность съёмки HD-видео с кодированием MPEG-4 (H.264) вплоть до 1280×720p, 30 кадров/с. Доступен вывод изображений и видео через интерфейс HDMI (версии 1.3) с поддержкой протокола дистанционного управления CEC (Samsung Anynet+). Фотоаппарат оснащён портом USB (версии 2.0) с поддержкой PictBridge.
Среди опций NX100 присутствуют модуль GPS (GPS10), 3 ИФО (SEF15A, SEF20A, SEF42A), электронный видоискатель (EVF10).
Фотокамера NX100 поддерживает фирменный интерфейс управления через объектив — Samsung i-Function.

## Объективы
В парке оптики пять моделей объективов (ещё 5 анонсировано к выпуску):
- 30 мм/F2,0 (EX-S30NB),
- 18-55 мм/F3,5-5,6 OIS (iFn)[5] (EX-S1855SB),
- 50-200 мм/F4,0-5,6 ED OIS (EX-T50200SB),
- 20 мм/F2,8 iFn (EX-W20NB),
- 20-50 мм/F3,5-5,6 iFn (EX-S2050NB).[6]

Диапазон объективов для фирменного байонета может быть расширен за счет выпущенного Samsung адаптера для байонета K (ED-MA9NXK), при этом будет отсутствовать возможность автоматической фокусировки.